# Sibylle Möck
Sibylle Möck (* 1979 in Bietigheim-Bissingen) ist eine deutsche Moderatorin, Reporterin und Fernsehjournalistin.
Möck stammt aus einer Handwerkerfamilie aus Kirchheim am Neckar. Erste Erfahrungen im Fernsehen sammelte sie ab 2004 als Reporterin der Jugendredaktion des Südwestrundfunks (SWR) bei DASDING in Baden-Baden. Seit 2011 ist sie für das SWR Fernsehen als Live-Reporterin für die Sendung Landesschau in ganz Baden-Württemberg unterwegs.